# Cratyna flagiantennata
Cratyna flagiantennata är en tvåvingeart som beskrevs av Werner Mohrig 1999. Cratyna flagiantennata ingår i släktet Cratyna och familjen sorgmyggor. Inga underarter finns listade i Catalogue of Life.